# Munabbih (Jemen)
Munabbih ist der Name eines jemenitischen Stammes und des Distriktes (arabisch مديرية منبه, DMG mudiriyyat Munabbih), den dieser Stamm im Gouvernement Saʿda bewohnt. Das Gebiet ist sehr schwer zu erreichen. Die Bevölkerung betreibt zum überwiegenden Teil Subsistenzwirtschaft. Sie neigt stärker zur familialen Autonomie als die Bevölkerung benachbarter Distrikte, wie z. B. die Bevölkerung des Distrikts Razih. 2003 wurden 51.823 Einwohner gezählt. Diese Zahl dürfte sich durch die Unruhen der Operation Scorched Earth (عملية الأرض المحروقة) stark verändert haben.

## Baustil
Die Häuser werden aus trocken verlegtem, roh behauenem Schiefer gebaut. Weiße Ziersteine dienen dem Bauschmuck. Die Möglichkeit der Verteidigung ist in diesem Gebiet eine wichtige Bauaufgabe. Daher werden die Häuser burgartig gebaut. Größere Fenster gibt es nur in den oberen Stockwerken, während im Erdgeschoss schmale Schießscharten und Lüftungsschlitze angebracht werden.